# 蒙大拿州國民警衛隊
蒙大拿州國民警衛隊（英語：Montana National Guard）是由蒙大拿州陸軍國民警衛隊和蒙大拿州空軍國民警衛隊共同組成的武裝力量。其任務是為蒙大拿州法律和緊急情況提供部隊，並在聯邦需要時進行動員。